# Università di Avignone
L'Università di Avignone venne fondata da papa Bonifacio VIII nel 1303, raggiungendo la sua massima importanza durante la cattività degli Antipapi. Chiusa nel 1792, durante la Rivoluzione Francese, fu ricostituita soltanto due secoli dopo, nel 1984, come università pubblica col nome di Université d'Avignon et des Pays de Vaucluse.
L'ateneo collabora con l'Accademia di Aix-en-Provence e di Marsiglia, e al Centre pour l'Édition Électronique Ouverte che gestisce il sito OpenEdition.org.

## Storia
Il 2 luglio 1303, papa Bonifacio VIII finanziò l'unione delle quattro facoltà preesistenti in un unico ateneo, il quale nei suoi propositi doveva essere in grado di competere con la Sorbona di Parigi, fortemente influenzata dalla corona francese. Lo stesso anno, Carlo II d'Angiò concesse il beneficio dell'immunità ad Avignone.
I vescovi locali già godevano del privilegio, gradualmente conquistato in cambio della fedeltà dimostrata ai conti di Provenza e degli imperatori.
In tale periodo, rivaleggiava con i più antichi atenei di Montpellier e di Tolosa, raggiungendo la quota dei 17.000 studenti. Lontana dalle dispute teologiche che animavano il resto della Francia, Montpellier era dedita alle scienze e ospitava una scuola medica salernitana, mentre la sua Facoltà di Diritto era a Bologna. 

Già nell'XI e nel XII secolo l'ateneo intratteneva scambi scientifici col mondo islamico e la diaspora ebraica, nel contesto di una regione occitana che era un principato indipendente, affine alla Spagna delle aree di Leon, Aragona e Castiglia. La regione d'Oc era contraddistinta dall'emergere di una borghesia mercantile colta, tollerante e dedita a fiorenti commerci con l'Europa settentrionale e con l'Oriente mediterraneo.
L'università di Avignone toccò l'apice della sua importanza storica durante la cattività avignonese e il periodo degli antipapi.

Con il ritorno del potere papale a Roma, l'istituzione si concentrò nella Facoltà di Giurisprudenza, perdendo il prestigio raggiunto nel XIV secolo con la gestione dei Gesuiti.
Durante la Rivoluzione francese, la città di Avignone fu annessa alla Francia e l'università fu contestualmente soppressa per decreto, il 15 settembre 1793.

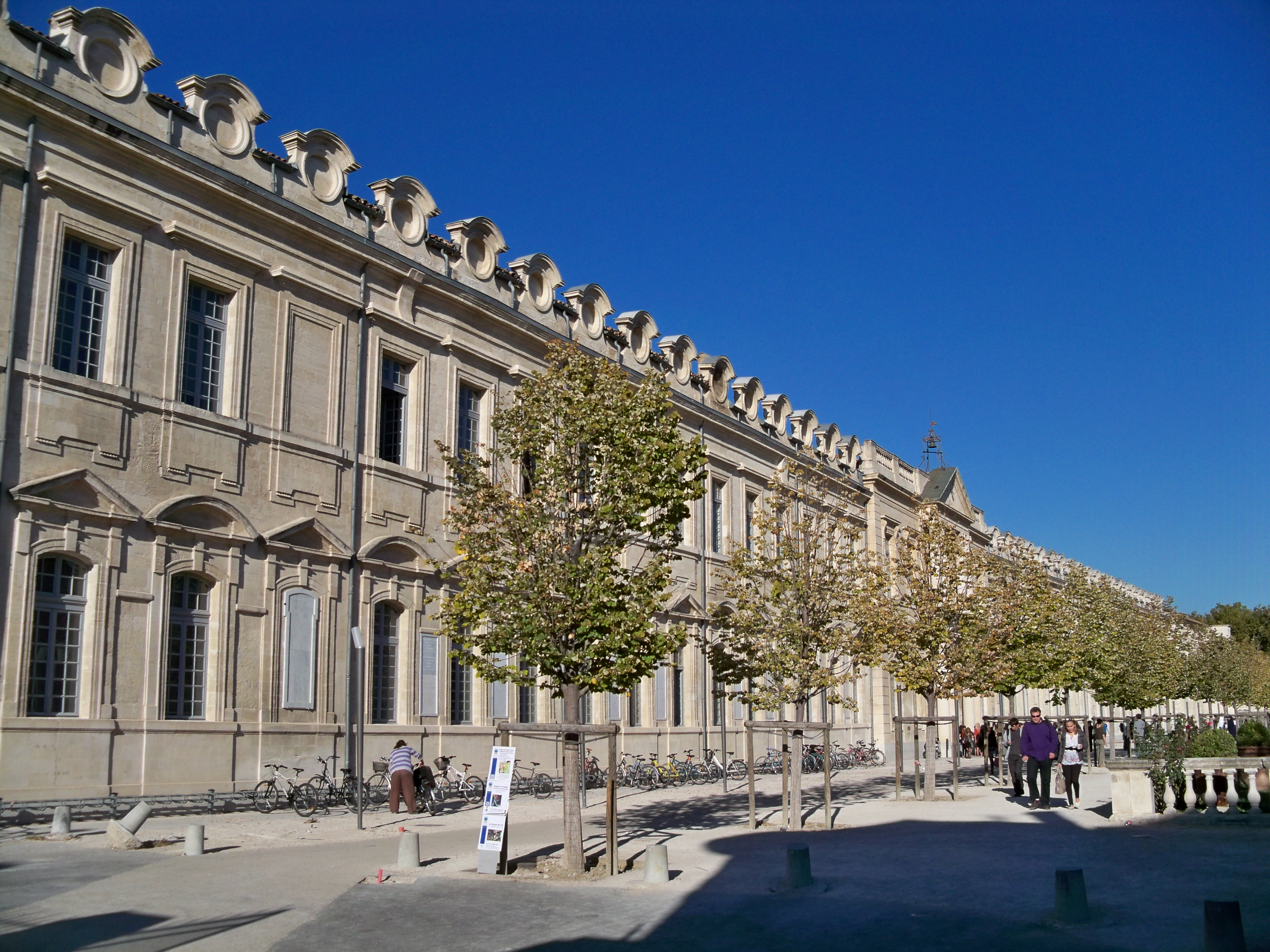
Campus di Santa Marta

Nel 1963 le Facoltà di Lettere e di Scienze dell'Università della Provenza aprirono due scuole superiori, rispettivamente ad indirizzo umanistico e scientifico, che nel 1972 concorsero a formar eun unico polo didattico, riconosciuto il 17 luglio 1984 come autonoma Università di Avignone. L'ateneo all'epoca aveva tre facoltà e una media di 2.000 studenti. Nel '90 fu creata l'Istituto Universitario di Tecnologia ( Institut Universitaire de Technologie) e, quattro anni più tardi, l'Istituto Universitario Professionalizzante.
Nel 1991 l'ateneo aveva 10 sedi distribuite ad Avignone ed era considerato particolarmente dispersivo da un punto di vista logistico. Anche per rivatilizzare il centro urbano, si decise di concentrare i locali nell'antico ospedale di Santa Marta, fondato nel 1353 dal giurista francese Bernard Rascas, e divenuto l'ospedale più importante del luogo, durante la gestione dell'Ordine della Santissima Trinità. La nuova sede avrebbe dovuto comprendere anche la biblioteca e la mensa degli studenti. 

Il progetto fu lanciato dal presidente Bernard Blavoux e divenne operativo nel '97 con Henri Méloni
A seguito dell'approvazione della legge delle libertà e responsabilità del mondo universitario nel 2007, Avignone fu uno dei primi centri francesi a dotarsi di facoltà tematiche, con un radicamento territoriale, e a negoziare con lo Stato un aumento dell'organico del 30% al fine di erogare due nuovi corsi di dottorato ad indirizzo Cultura, Scienze e Agroscienze.
Nel 2010 ottenne l'autonomia didattica, stabilendo legami con il tessuto socioeconomico del territorio e delle organizzazioni di ricerca, quali: l'Istituto Nazionale della Ricerca Agronomica, il Centro Nazionale della Ricerca Scientifica e la Scuola di studi superiori nelle scienze sociali
Quattro anni più tardi, nell'ambito della politica di raggruppamento e unione delle istituzioni accademiche avviata dalla Legge sull'istruzione superiore e la ricerca del 2013, l'università optò per associarsi in un soggetto giuridico di nome "Aix-Marseille-Provence-Méditerranée" con l'Università di Marsiglia, l'Università di Tolosa, l'Istituto di Studi Politici di Aix-en-Provence e l'École centrale de Marseille.

## Il Controllo Continuo Integrale
Nel 2008-2009, Avignone e Strasburgo furono le prime due università francesi ad introdurre i corsi in modalità di "controllo continuo integrale" (contrôle continu intégral, CCI), metodologia didattica che sostituisce gli esami di fine corso, annuali o semestrali, con molteplici prove in itinere orali e scritte, ed un eventuale sessione di recupero finale. Esso prevede obblighi e obbiettivi di frequenza e di rendimento, da conseguirsi mediante l'erogazione di insegnamenti a distanza, laboratori pratici e nuove modalità di verifica delle conoscenze, competenze e capacità tramite  suddivise per moduli tematici di apprendimento.
Nel 2014, il CCI fu valutato positivamente dal Consiglio nazionale per l'istruzione superiore e per la ricerca (Cneser) e dall'Unef, primo sindacato studentesco in Francia, come uno strumento che permette di ridurre la dispersione scolastica al primo anno, di incrementare le valutazioni medie degli studenti e la percentuale dei laureati in corso.
Analogo risultato fu confermato dall'organismo nazionale di valutazione della ricerca e della qualità della didattica per l'anno accademico 2016-2017.

## Struttura
Al suo interno si tengono gli insegnamenti di:
- Facoltà Umanistiche e di Scienze Sociali: Storia e Geografia, Informatica e Scienze della Comunicazione
- Facoltà di Arte, Letteratura e Idiomi: suddivisa nei dipartimenti di Lingue Straniere applicate, Letteratura, Lingue Moderne e Filologia.
- Facoltà di Scienza, Tecnologia e Salute: suddivisa nei dipartimenti di Informatica, Fisica/Chimica, Scienze Naturali, Matematica, Scienza e Tecnologia negli Sport e nell'Attività fisica.
- Facoltà di Diritto, Economia e Amministrazione: suddivisa nei dipartimenti di Amministrazione economica e sociale e in quello di Giurisprudenza, che curano anche gli insegnamenti di economia, management e pubblica amministrazione.

Oltre a queste quattro facoltà sono attivi :
- l'Istituto Universitario di Tecnologia (IUT), che eroga insegnamenti di tecnica di marketing, ingegneria, biologia e statistica;
- il Centre d'étude et de recherche en informatique (CERI), che eroga corsi di diploma, laurea e dottorato nelle materie informatiche.

Muro perimetrale del campus universitario.